# سبعة أيام في يوتوبيا
سبعة أيام في يوتوبيا (بالإنجليزية: Seven Days in Utopia)‏ هو فيلم دراما ورياضة مسيحي من إخراج مات راسل، وبطولة كل من روبرت دوفال ولوكاس بلاك وميليسا ليو.
يستند الفيلم إلى كتاب «رحلة الغولف المقدسة: سبعة أيام في يوتوبيا» للدكتور ديفيد لامار كوك، عالم نفسي حصل على الدكتوراه.
تم تصوير الفيلم في يوتوبيا (تكساس)، فريدريكسبورغ، وتم إصداره بتاريخ 2 سبتمبر 2011 في الولايات المتحدة.

## القصة
تدور أحداث الفيلم حول شاب لاعب غولف هرب من ضغوط اللعبة وتقطعت به السبل حتى يجد نفسه فجأة في مدينة تسمى يوتوبيا، بولاية تكساس، موطن غريب به مزرعة كروفورد جوني الذي رحب به بشده. بعد تأثرة بتلك المدينة قرر الكتابة عنها من خلال كتاب: سبعة أيام في يوتوبيا.

## روابط خارجية
- سبعة أيام في يوتوبيا على موقع IMDb (الإنجليزية)
- سبعة أيام في يوتوبيا على موقع ميتاكريتيك (الإنجليزية)
- سبعة أيام في يوتوبيا على موقع روتن توميتوز (الإنجليزية)
- سبعة أيام في يوتوبيا على موقع قاعدة بيانات الأفلام العربية
- سبعة أيام في يوتوبيا على موقع أول موفي (الإنجليزية)
- سبعة أيام في يوتوبيا على موقع بوكس أوفيس موجو (الإنجليزية)
- سبعة أيام في يوتوبيا على موقع فيلمافينيتي (الإسبانية)
- سبعة أيام في يوتوبيا على موقع قاعدة بيانات الفيلم (الإنجليزية)
- سبعة أيام في يوتوبيا على موقع ليتربوكسد (الإنجليزية)
- سبعة أيام في يوتوبيا على موقع كينوبويسك (الروسية)